# ديفيد كامب
ديفيد كامب (بالألمانية: David Kamp)‏ هو موزع موسيقي ألماني، ولد في 1982 في هامبورغ في ألمانيا.

## روابط خارجية
- ديفيد كامب على موقع IMDb (الإنجليزية)
- ديفيد كامب على موقع قاعدة بيانات الفيلم (الإنجليزية)